# Плоская крыша

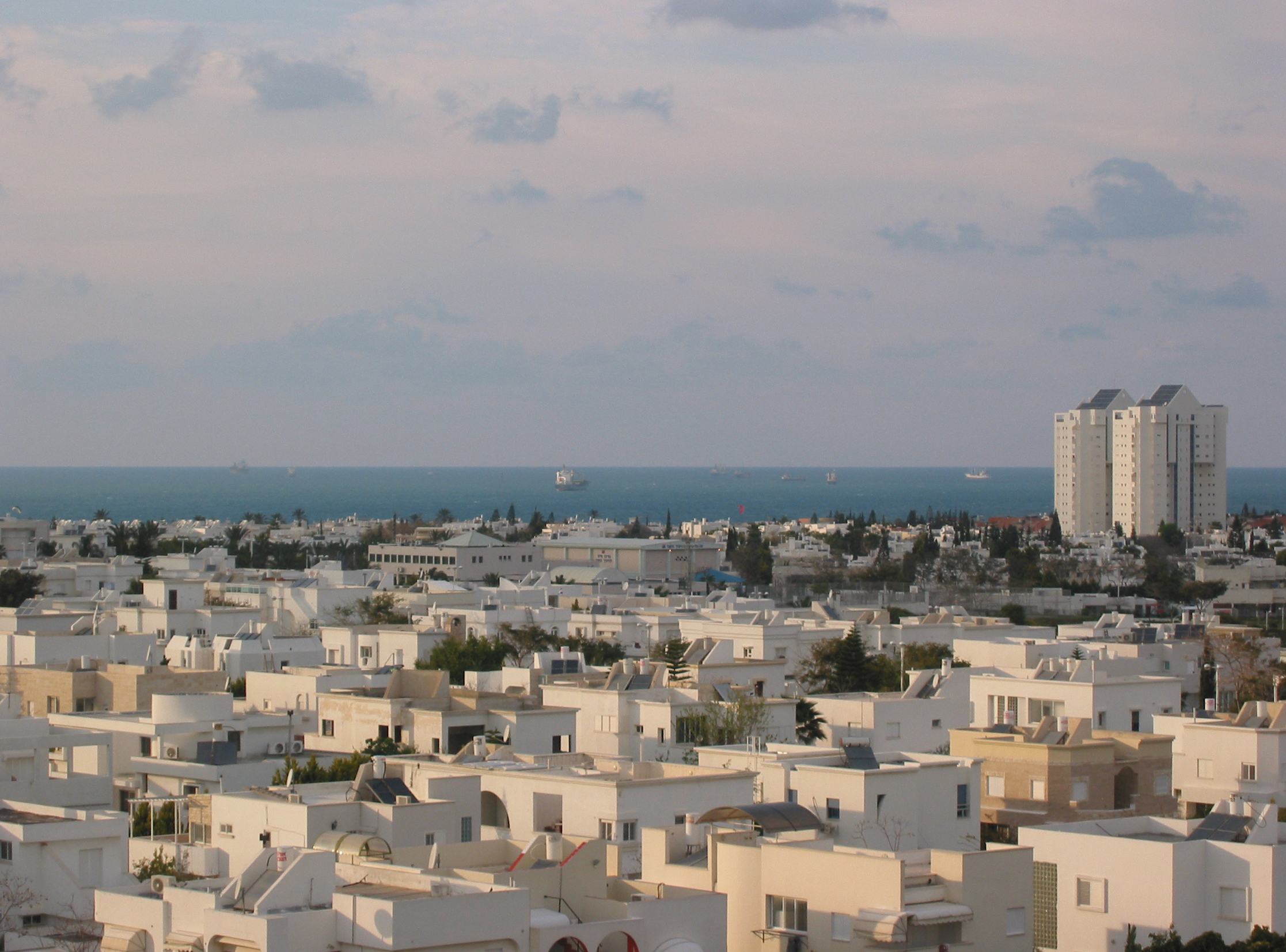
Плоские крыши в Израиле

Пло́ская кры́ша — крыша, имеющая уклон менее 2,5%. В качестве кровельных материалов для таких крыш используют специальные покрытия, допускающие устройство сплошного ковра (к ним относятся битумные, битумно-полимерные и полимерные материалы, мастики), которые укладывают поверх теплоизоляции, стяжки или несущих плит.
Плоские крыши, как правило, относятся к особому типу — эксплуатируемым крышам. Плоские крыши — террасы, которые используют для размещения автомобильных стоянок, ресторанов, спортивных площадок, открытых соляриев, бассейнов. Пол такой крыши проектируется плоским или с уклоном не более 1,5%. При проектировании эксплуатируемой плоской крыши обязательно проводится расчёт предполагаемой полезной нагрузки на несущие конструкции.